# Wick (Adelsgeschlecht)

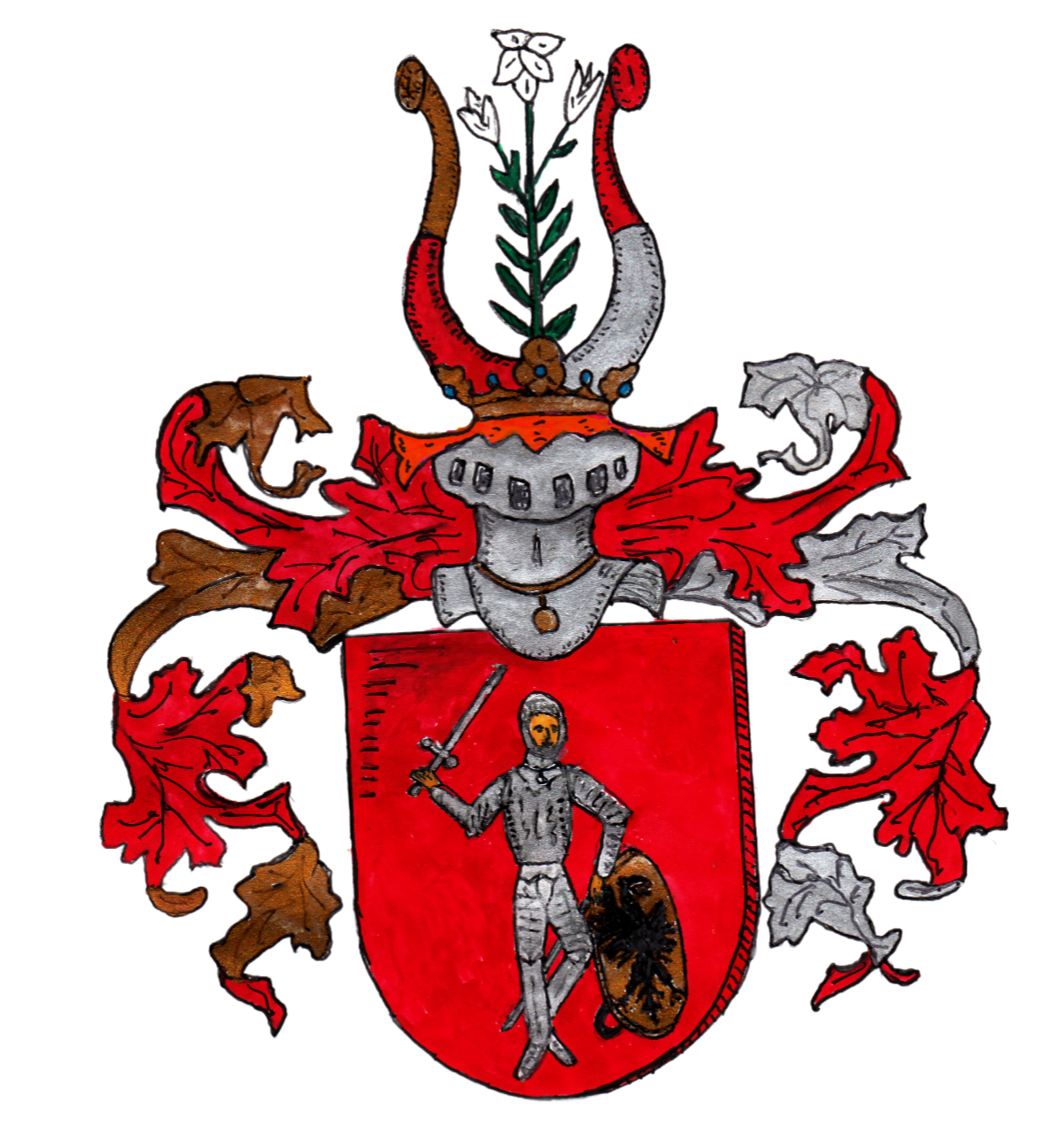
Wappen derer von Wick

Wick, ursprünglich Vick, ist der Name eines Geschlechts, dessen Wurzeln im heutigen Landkreis Rostock in Mecklenburg liegen. Die Stammreihe beginnt mit Achim Vicke (ca. 1535–ca. 1592) aus der herzoglichen Residenz Güstrow. Erst durch die Nobilitierung im Jahr 1764 durch die Kaiserin und Königin Maria Theresia von Österreich erlangte das Geschlecht den Adelsstand.

## Familienname

### Ursprung
Es gibt zwei Thesen zum Ursprung des Familiennamens:
- Der Familienname „Vick“, ist ein Patronym, das auf einen vorchristlichen slawischen Wurzelname des Adjektivs „vík“ oder „víks“ im Sinne von Friede, Friedfertigkeit und Glück zurückgeführt werden kann.[1]
- Der Familienname „Vick“, „Vicke“ und „Fick“ ist eine niederdeutsche Kurzform des Taufnamens Friedrich. Die Umwandlung des Taufnamens in einen Familiennamen diente der Unterscheidung von Personen mit identischen Vornamen, indem der Name des Vaters hinzugefügt wurde.[2] Ursprünglich war die Form „Vicke“ zweisilbig, doch im 18. Jahrhundert wurde sie durch die einsilbige Variante „Vick“ ersetzt.[3][4]

### Umwandlung
Durch die Verleihung des Adelsbriefs im Jahr 1764 kam es zur Umwandlung des Namens in „Wick“. Dies geschah vermutlich, um sich von anderen Namensträgern abzugrenzen und um der französischen Schreibweise jener Zeit Rechnung zu tragen.

## Geschichte

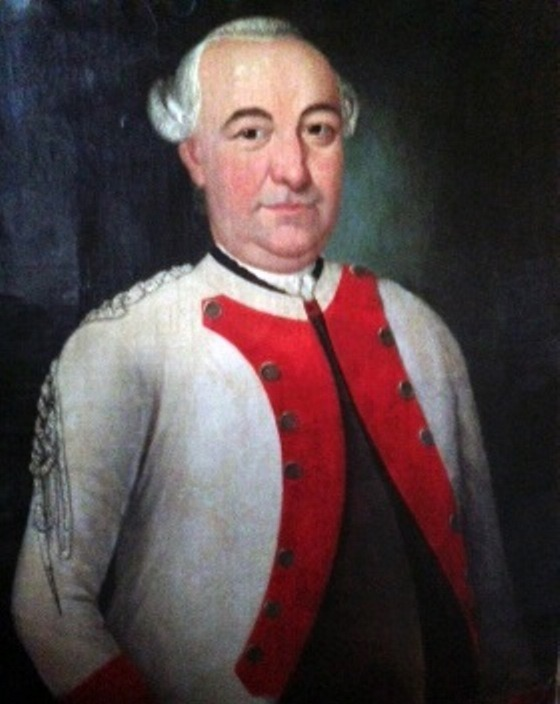
Porträt des Carl Rudolph Vick (Ölgemälde in Halbfigur, 1763, Kunstmaler G. F. Herzog)

Carl Rudolf Vick, geboren 1713 in Güstrow, begann seine Laufbahn im mecklenburgischen Militär, wo er zunächst im Dienste seiner Heimat stand. Politische Unruhen und persönliche Enttäuschungen führten dazu, dass er vorzeitig aus dem Militärdienst ausschied. Seine Entscheidung, sich den Truppen der Habsburgermonarchie anzuschließen, markierte den Beginn einer langen und erfolgreichen militärischen Karriere. In den folgenden Jahrzehnten diente Vick in zahlreichen Konflikten, darunter dem Österreichischen Erbfolgekrieg und dem Siebenjährigen Krieg.
Offiziere der kaiserlichen Armee hatten nach dreißigjähriger ununterbrochener Dienstzeit Anspruch auf die Erhebung in den Adelsstand. In seinem Gesuch bat Vick nicht nur um seine eigene Nobilitierung, sondern auch um die Mitnobilitierung seines Bruders Johann Joachim Vick (1710–1781), der als Hofrat in Mecklenburg tätig war, und zwar gegen die Zahlung einer reduzierten Gebühr. Der Hofkriegsrat unterstützte Vicks Bitte aufgrund seiner herausragenden kriegerischen Leistungen, entschied jedoch, dass die Mitnobilitierung seines Bruders nur bei Zahlung der vollen Gebühr möglich sei. Vick erklärte sich bereit, die volle Gebühr für seinen Bruder zu übernehmen.
Daraufhin empfahl der Hofkriegsrat der Kaiserin Maria Theresia, beide Brüder in den erbländisch-österreichischen Adelstand zu erheben und ihnen das Prädikat „von Wick“ zu verleihen. Am 1. Oktober 1764 unterzeichnete Maria Theresia das entsprechende Diplom, in dem sie die Tugenden und Verdienste beider Brüder lobte. Mit der Nobilitierung wurde zudem der Familienname „Vick“ in „Wick“ geändert. Am 22. September 1768 wurde Johann Joachim von Wick durch den regierenden Herzog von Mecklenburg-Schwerin in seiner Nobilitierung anerkannt.
Carl Rudolf von Wick verstarb nach 1768, wobei der genaue Ort und das Datum seines Todes nicht überliefert sind, und hinterließ keine Nachkommen. Somit gehen alle weiteren Generationen auf seinen Bruder Johann Joachim von Wick zurück. Die Familie, deren Zweige bis heute zum Teil bestehen, teilte sich im 19. Jahrhundert in zwei Linien: die mecklenburgische Linie unter Georg Justus Carl von Wick (1755–1823) und die hannoversche Linie unter Johann Joachim von Wick (1756–1827).

Nobilitationsurkunde (Kopie aus dem Österreichischen Staatsarchiv in Wien)
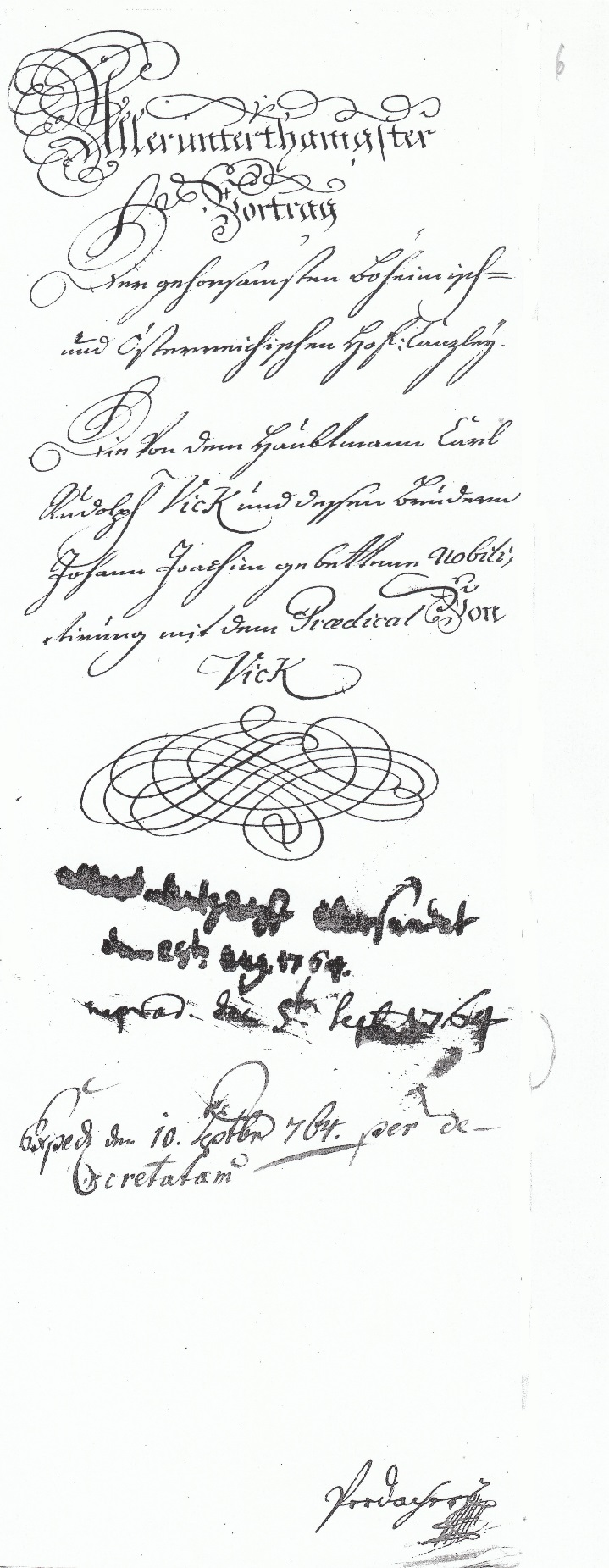
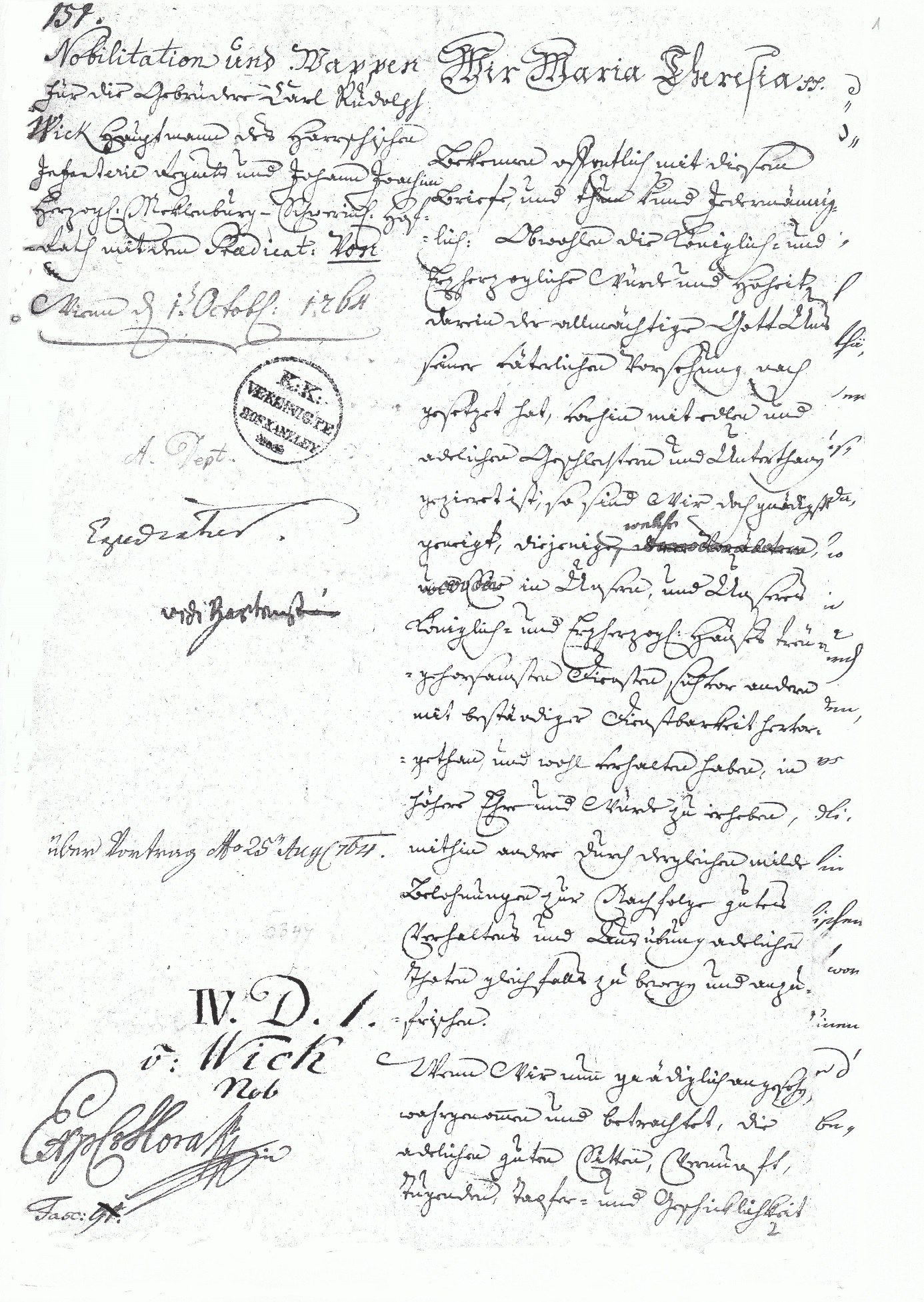

## Wappen
Blasonierung:
Im roten Felde ein einwärts gekehrter geharnischter Mann, der in seiner rechten Hand ein bloßes Schwert hält und die linke auf einen ovalen Schild lehnt, in dessen goldenem Felde sich ein schwarzer doppelter Adler befindet. Auf dem gekrönten Helm drei auf einem grünen Stengel stehende weiße Gartenlilien zwischen zwei Büffelshörnern, von denen das rechte golden und rot, das linke silbern und rot ist.

## Besitzungen
Die historischen Besitztümer der Familie Wick umfassten in den Jahren 1793 bis 1795 das Gut Lehnenhof, von 1796 bis 1798 das Gut Lalendorf und von 1798 bis 1818 das Gut Mierendorf.

## Bekannte Familienmitglieder
- Friedrich von Wick (1802–1875), Jurist und Verwaltungsbeamter.
- Gustav von Wick (1821–1899), Verwaltungsbeamter
- Friedrich II. von Wick (1844–1914), Offizier, Amtmann und Polizeiinspektor.
- Friedrich III. von Wick (1886–1973), Philologe, Historiker und Verwaltungsbeamter.